# Cantón del Canigou
El cantón del Canigou es una división administrativa francesa, situada en el departamento de los Pirineos Orientales en la Región de Occitania en Francia. Fue creado por el decreto de 26 de febrero de 2014 y que entró en vigor tras las elecciones municipales de 2015.

## Composición

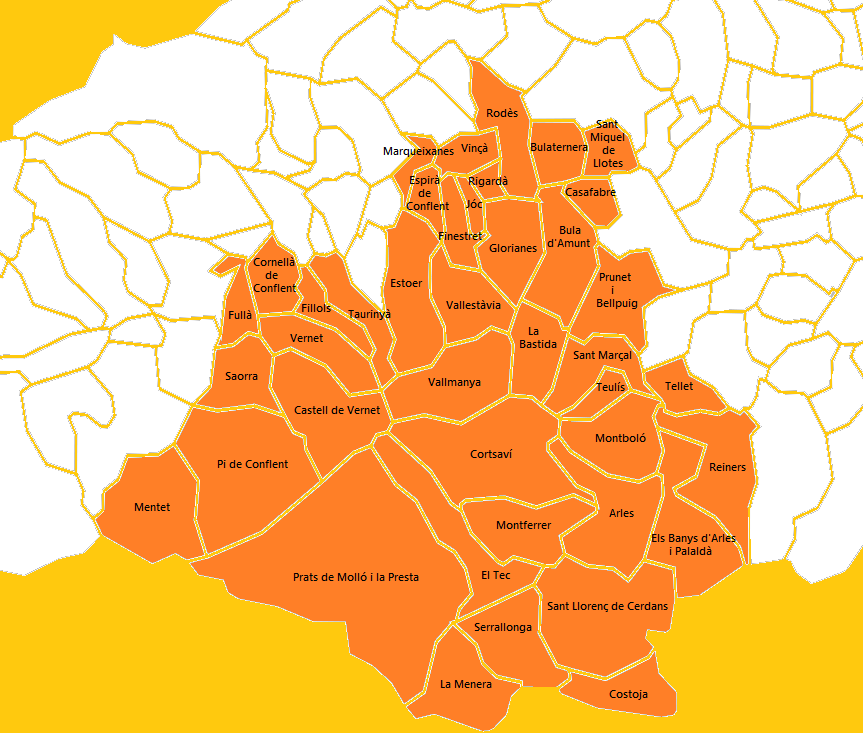
Mapa del Cantón del Canigou

El cantón del Canigou está compuesto por 41 municipios, 20 del Conflent, 9 del Rosellón y 12 del Vallespir.
| - Conflent - Casteil - Corneilla-de-Conflent - Espira-de-Conflent - Estoher - Fillols - Finestret - Fuilla - Glorianes - Joch - Marquixanes - Mantet - Py - Rigarda - Rodès - Sahorre - Taurinya - Baillestavy - Valmanya - Vernet-les-Bains - Vinça | - Rosellón - La Bastide - Boule-d'Amont - Bouleternère - Casefabre - Prunet-et-Belpuig - Saint-Marsal - Saint-Michel-de-Llotes - Taillet - Taulis - Vallespir - Arlés - Amélie-les-Bains-Palalda - Corsavy - Coustouges - Lamanère - Montbolo - Montferrer - Prats-de-Mollo-la-Preste - Reynès - Saint-Laurent-de-Cerdans - Serralongue - Le Tech |

## Historia
Con las elecciones departamentales francesas de 2015 entró en vigor una nueva redistribución cantonal, definida por el decreto de 26 de febrero del 2014, en aplicación de las leyes de 17 de mayo de 2013 (ley orgánica 402/2013 y ley 403/2013). A partir de estas elecciones los consejeros departamentales son elegidos por escrutinio mayoritario binominal mixto. Desde estas elecciones los electores eligen dos miembros de sexo diferente al Consejo departamental, nueva denominación del Consejo general, y que se presentan en pareja de candidatos. Los consejeros departamentales son elegidos por un período de seis años en escrutinio binominal mayoritario a dos vueltas; para el acceso a la segunda vuelta hace falta un mínimo del 12,5% de los votos inscritos en la primera vuelta. Además, se renuevan la totalidad de consejeros departamentales. En el departamento de los Pirineos Orientales el número de cantones pasó de 31 a 17.
El nuevo cantón del Canigou, número 2 de los 17 existentes, está formado por comunas de los antiguos cantones de Arlés (8 comunas: Arles-sur-Tech, Arles-sur-Tech, La Bastide, Corsavy, Montbolo, Montferrer, Saint-Marsal y Taulis), de Vinçà (18 comunas: Boule-d'Amont, Bouleternère, Casefabre, Espira-de-Conflent, Estoher, Finestret, Glorianes, Ille-sur-Têt, Joch, Marquixanes, Prunet-et-Belpuig, Rigarda, Rodès, Saint-Michel-de-Llotes, Baillestavy, Valmanya y Vinça), de Prada (6 comunas: Casteil, Corneilla-de-Conflent, Fillols, Fuilla, Taurinya y Vernet-les-Bains), de Prats-de-Mollo-la-Preste (6 comunas: Costoja, Lamanère, Prades, Saint-Laurent-de-Cerdans, Serrallonga y Le Tech), de Olette (3 comunas: Mantet, Py y Sahorre) y Céret (2 comunas: Reynès y Tellet). Con esta redistribución administrativa, el territorio del cantón supera los límites del distrito, con 16 comunes situadas en el distrito de Céret y 25 en el de Prada. La sede del cantón es Amélie-les-Bains-Palalda.

## Consejeros generales
Al final de la primera vuelta de las elecciones departamentales francesas de 2015  había pasado tres binomios: Ségolène Neuville y Alexandre Reynal (PS, 37,92%), Anne-Marie Canal y Claude Ferrer (DVD, 23,62%) y François De La Robertie y Odile Lemaire (FN, 23,31%). La tasa de participación fue del 57,91% (9.628 votantes sobre 16.626 inscritos) contra el 55,72% a nivel departamental y 50,17% a nivel nacional.
En la segunda vuelta, Ségolène Neuville y Alexandre Reynal fueron elegidos con el 51,1% de los votos emitidos y con una tasa de participación del 60,59% (4.913 votos de 10.074 votantes y 16.626 inscritos).